# Station Poznań Junikowo
Station Poznań Junikowo is een spoorwegstation in de Poolse plaats Poznań.